# Cự thạch

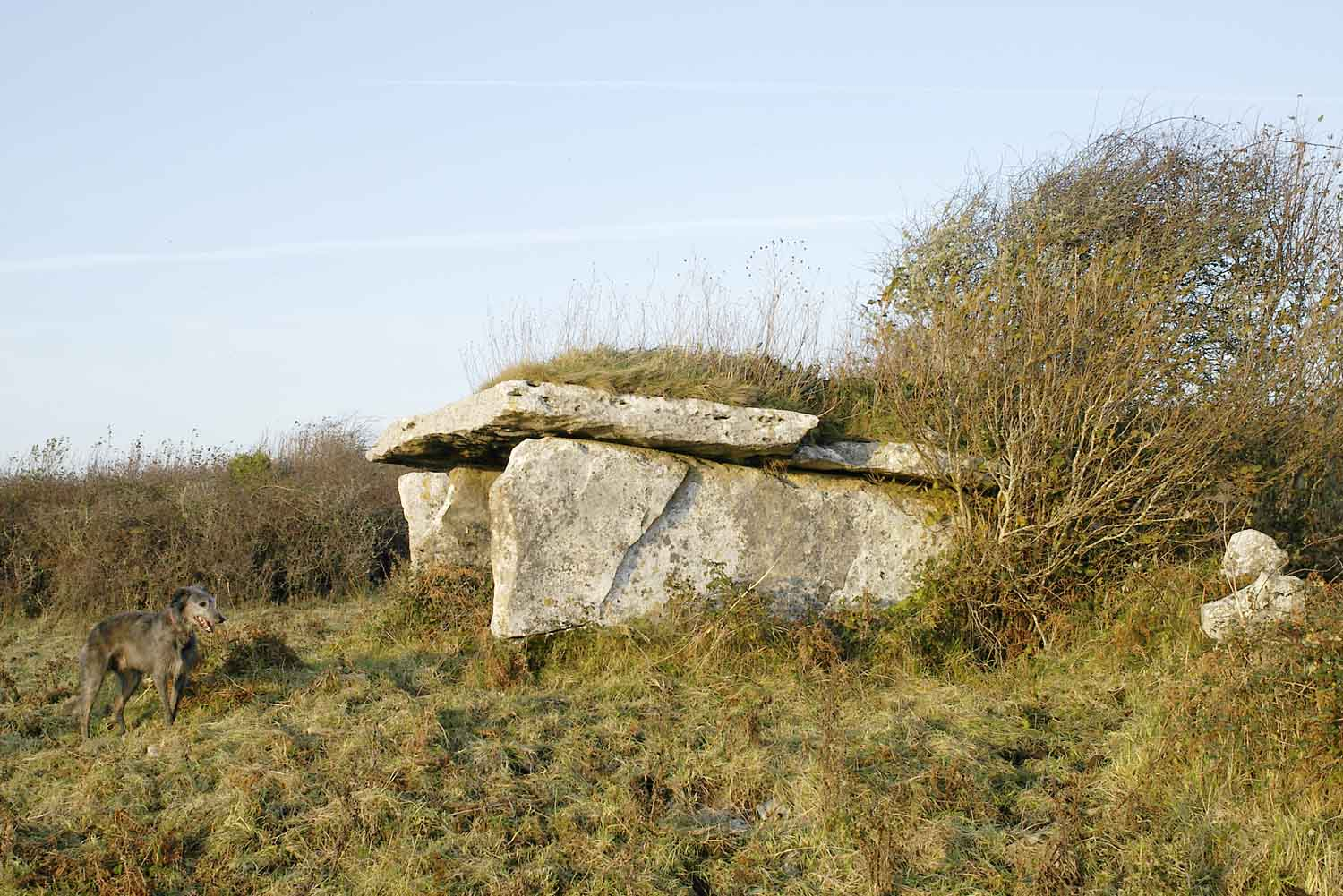
Mồ mả hình nêm thời kỳ đồ đồng ở khu vực Burren của Ireland.

Cự thạch (tiếng Anh: megalith) là các tảng đá lớn được sử dụng để xây dựng các kết cấu hay các di tích, hoặc là đứng một mình hoặc là cùng với các tảng đá khác. Trong ngôn ngữ một số nước châu Âu, người ta dùng từ megalith để chỉ cự thạch. Nó có nghĩa là làm từ những tảng đá như vậy, nhưng sử dụng cơ chế tự khóa mà không sử dụng vữa hay các chất kết dính nào khác. Từ megalith có nguồn gốc từ tiếng Hy Lạp cổ megas nghĩa là lớn và lithos nghĩa là đá.

## Sự phân bố của các cự thạch
Thuật ngữ này có thể sử dụng để miêu tả các công trình xây dựng được con người ở nhiều khu vực trên thế giới và thuộc nhiều thời kỳ khác nhau dựng lên. Đầu thế kỷ 20, một số học giả cho rằng tất cả mọi cự thạch đều thuộc về một "nền văn minh cự thạch" toàn cầu (những người theo chủ nghĩa siêu phổ biến, ví dụ Grafton Elliot Smith và William James Perry), nhưng điều này đã bị bác bỏ từ lâu nhờ các phương pháp xác định niên đại hiện đại.

## Nabta Playa

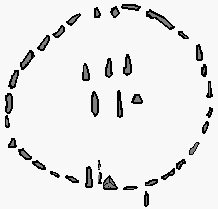
Cự thạch ở Nabta.

Nabta Playa đã từng là một hồ lớn trong sa mạc Nubia, nằm ở khu vực cách 500 dặm về phía nam Cairo ngày nay (xem Nubia). Vào thiên niên kỷ 5 TCN những người sống ở Nabta Playa đã xây dựng thiết bị thiên văn học sớm nhất thế giới mà ngày nay còn biết tới, nó sớm hơn 1.000 năm, nhưng có thể so sánh với Stonehenge xem ở đây Lưu trữ ngày 9 tháng 10 năm 2010 tại Wayback Machine.
Các nghiên cứu chỉ ra rằng nó là một loại lịch tiền sử dùng để đánh dấu chính xác thời điểm diễn ra hạ chí xem ở đây Lưu trữ ngày 9 tháng 10 năm 2010 tại Wayback Machine. Các vật tìm thấy chỉ ra rằng khu vực này chỉ có thể sử dụng theo mùa vụ, có lẽ chỉ được trong mùa hè khi hồ này có nước đủ để cỏ phát triển cho việc chăn thả bò xem Nabta Lưu trữ ngày 3 tháng 5 năm 2009 tại Wayback Machine, xem thêm Lưu trữ ngày 9 tháng 10 năm 2010 tại Wayback Machine.

## Các cự thạch ở Tây Âu

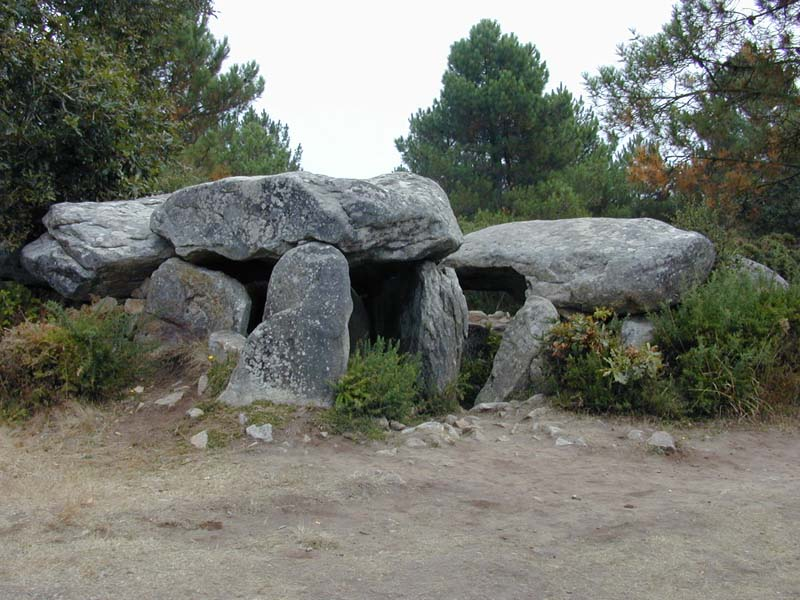
Mồ mả bằng cự thạch ở Mane Braz, Bretagne, Pháp.

Ở Tây Âu và khu vực ven Địa Trung Hải, các cự thạch nói chung được xây dựng trong thời kỳ đồ đá mới hoặc cuối thời kỳ đồ đá và thời kỳ đồng-đá hoặc thời kỳ đồ đồng (khoảng những năm 4500 – 1500 TCN). Có lẽ cự thạch nổi tiếng nhất ở châu Âu là cự thạch nằm ở Stonehenge, Anh, mặc dù còn rất nhiều cự thạch khác cũng được biết đến trên toàn thế giới.
Comte de Caylus (1692–1765) là người đầu tiên miêu tả các di tích ở Carnac. Legrand d'Aussy đã đưa ra các thuật ngữ menhir (cột đá) và dolmen (mộ đá), cả hai đều có nguồn gốc từ tiếng Breton, thành các thuật ngữ về các khối cấu trúc xây dựng bằng đá thời cổ đại. Ông diễn giải các cự thạch như là các mồ mả của người Gôloa.
Tại Anh, các nhà sưu tầm đồ cổ như Aubrey và Stukeley đã chỉ đạo các tìm kiếm sớm nhất đối với cự thạch. Năm 1805, Jacques Cambry đã xuất bản cuốn sách có tên gọi Monuments celtiques, ou recherches sur le culte des Pierres, précédées d'une notice sur les Celtes et sur les Druides, et suivies d'Etymologie celtiques, trong đó ông đề xuất ý tưởng về sự thờ cúng đá của người Celt. Điều này là sự liên kết hoàn toàn vô căn cứ giữa các thầy tu (druid) và các cự thạch và nó đã ám ảnh trí tưởng tượng cộng đồng kể từ đó.

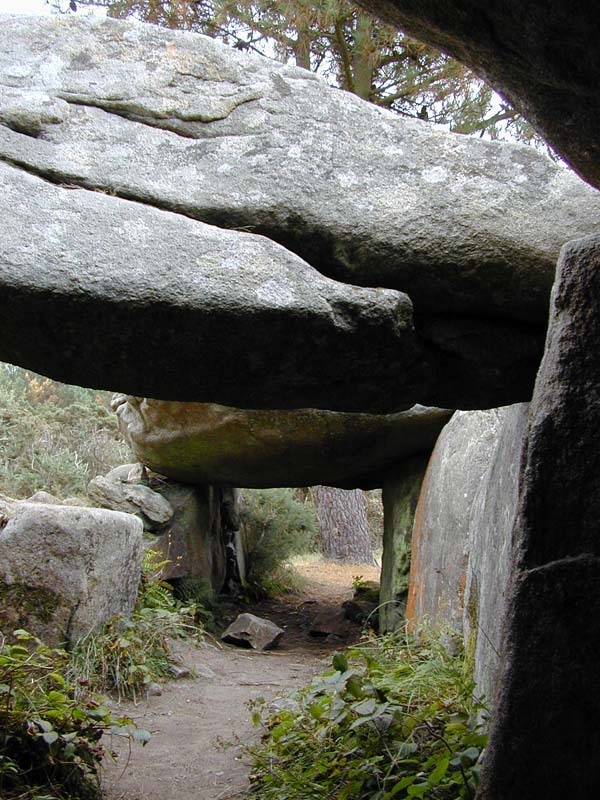
Bên trong khoang chôn cất, Mane Braz

## Các dạng cấu trúc cự thạch
Các cấu trúc cự thạch khác nhau bao gồm:
- Mộ đá (dolmen hay cromlech trong ngôn ngữ của người Welsh): Đây là các hốc đứng độc lập bao gồm các tảng đá dựng đứng được che phủ bởi một tảng đá phía trên giống như cái nắp đậy. Chúng được sử dụng để mai táng và được che phủ bởi các gò đất đá.
- Cột đá (Menhir): Đây là tảng đá dài dựng thẳng đứng.
- Phiến đá thẳng (Orthostat): Đây là các phiến đá đứng thẳng tạo thành một phần của các cấu trúc lớn hơn.
- Vòng tròn đá
- Các hàng đá
- Tàu đá
- Taula: Đây là cột đá đứng thẳng, ở phía đỉnh chụp thêm tảng đá khác tạo ra hình chữ 'T'.
- Trilithon: Kiến trúc bao gồm hai tảng đá dài dựng đứng để đỡ một tảng đá nằm ngang (gọi là lanh tô) ở trên đỉnh của chúng, ví dụ các tảng đá ở Stonehenge.

## Mồ mả cự thạch
Nhiều di tích cự thạch cổ đã là các gò đống chôn cất được sử dụng bởi nhiều thế hệ người khác nhau. Các ụ đá hình tháp có khoang riêng là dạng phổ biến của các mồ mả tập thể. Một số trong chúng là các mồ mả có lối đi – nói chung được xây dựng mà vật liệu xây tường không cần hồ vữa và/hoặc có các cự thạch, thông thường với khoang chôn cất hình tròn trong các gò đống tròn và có lối đi thẳng dẫn ra ngoài. Mồ mả có hành lang có các khoang cự thạch dài với các bên song song thông thường ở các gò đống dài và có lối vào ở một đầu.

## Thiên văn
Nhiều cự thạch được coi là có mục đích để xác định các sự kiện quan trọng trong thiên văn như các ngày diễn ra hạ chí, đông chí, xuân phân và thu phân (xem thêm cổ thiên văn học). Các dấu đánh trên các cự thạch được một số người coi là đại diện cho các ngôi sao và vì thế để chỉ hướng các chòm sao tại các điểm xây dựng cự thạch.

## Các cự thạch thời hiện đại
Có một số các công trình xây dựng kiểu cự thạch thời hiện đại. Coral Castle là một công trình bằng đá kỳ dị được xây dựng những năm thập niên 1920 ở Homestead, Florida bởi Edward Leedskalnin.

## Các ví dụ về cự thạch
Các cự thạch khác còn có:
- Mộ cự thạch ở Việt Nam  Lưu trữ ngày 20 tháng 3 năm 2007 tại Wayback Machine
- Tổ hợp đá vòng (cromlech) Almendres, Alentejo, Bồ Đào Nha
- Ales stenar ở Scania, Thụy Điển
- Carnac, Bretagne, Pháp
- Đảo Easter
- Filitosa, Corse, Pháp
- Ġgantija, Gozo, Malta, cấu trúc đá đứng độc lập cổ nhất còn được biết.
- Ħaġar Qim, Malta
- Mnajdra, Malta
- Newgrange, Ireland
- Skara Brae, Orkney, Scotland
- Stanton Drew, Somerset, UK
- Tarxien, Malta
- Cloghanmore, hạt Donegal, Ireland
- Talayot, Quần đảo Baleares, Tây Ban Nha